# Scirpus angustisquamis
Scirpus angustisquamis är en halvgräsart som beskrevs av Alan Ackerman Beetle. Scirpus angustisquamis ingår i släktet skogssävssläktet, och familjen halvgräs. Inga underarter finns listade i Catalogue of Life.